# Tomba de la Dinastia Tang a Ghuozhang
La Tomba de la Dinastia Tang a Ghuozhang és una tomba d'alt rang situada a la vil·la de Guozhuang del municipi de Dazhao, al Districte de Chang’an, Xi’an. que contenia el cos de Han Xiu, l'epitafi, figures de terrisseria i uns murals. Els murals i l'epitafi es mantenen preservats.
Measura 11 metres de profunditat i 40 metres de llarg. L'orientació és nord-sud. Està composta d'un corredor llarg i inclinat, 4 compartiments, 5 buits per a l'aire, un camí principal pavimentat i una cambra. Hi ha 4 forats de lladres que no han modificat l'estructura bàsica de la tomba. La parets del passatge, els compartiments i els buits per a l'aire foren construïts amb cal i fusta. Un nínxol conté unes figures de terrisseria.